# The Black Crown
The Black Crown är det amerikanska deathcorebandet Suicide Silences tredje studioalbum, utgivet den 12 juli 2011. Detta är bandets sista album med sångaren Mitch Lucker, som dog den 1 november 2012.

## Låtlista
All sångtext är skriven av Mitch Lucker, alla låtar är komponerade av Suicide Silence.
| Nr           | Titel                                               | Längd |
| ------------ | --------------------------------------------------- | ----- |
| 1.           | Slaves to Substance                                 | 3:28  |
| 2.           | O.C.D.                                              | 3:19  |
| 3.           | Human Violence                                      | 3:48  |
| 4.           | You Only Live Once                                  | 3:13  |
| 5.           | Fuck Everything                                     | 4:34  |
| 6.           | March to the Black Crown                            | 1:30  |
| 7.           | Witness the Addiction (featuring Jonathan Davis)    | 5:32  |
| 8.           | Cross-Eyed Catastrophe (featuring Alexia Rodriguez) | 3:25  |
| 9.           | Smashed (featuring Frank Mullen)                    | 3:06  |
| 10.          | The Only Thing That Sets Us Apart                   | 4:10  |
| 11.          | Cancerous Skies                                     | 3:14  |
| Total längd: | Total längd:                                        | 39:24 |

## Medverkande
- Mitch Lucker – sång
- Mark Heylmun – sologitarr
- Chris Garza – kompgitarr
- Dan Kenny – basgitarr
- Alex Lopez – trummor